# Stephan Bürgler
Stephan Bürgler (* 21. November 1987 in Klagenfurt) ist ein österreichischer Fußballspieler.

## Karriere
Der Stürmer begann im Juni 1994 seine Karriere in der Jugend von Austria Klagenfurt und dem Nachfolgeklub FC Kärnten. Zwischen Juli 2006 und Jänner 2007 war er beim ASKÖ Köttmannsdorf in der Unterliga Ost gemeldet, daraufhin kam er in die erste Mannschaft der Klagenfurter. Im Mai 2007 debütierte er in der zweiten Liga, als er am 30. Spieltag der Saison 2006/07 gegen den VfB Admira Wacker Mödling in der 63. Minute für Marc Sand eingewechselt wurde. Zur Saison 2007/08 wechselte er zum Bundesligisten SK Austria Kärnten, war aber gleichzeitig als Kooperationsspieler weiterhin für den FC Kärnten im Einsatz. Sein Debüt in der Bundesliga gab Bürgler am 22. Juli 2007, den dritten Spieltag der Saison 2007/08, beim Spiel zwischen der SV Ried und den Kärntnern. Bürgler wurde in der 83. Minute für Gerald Krajic eingewechselt; das Spiel ging 0:3 verloren. Bürgler ist für seine harte Spielweise bekannt. In der Herbstsaison 2007 bekam er in zehn Spielen in der zweithöchsten Spielklasse vier Gelbe Karten und eine Rote Karte wegen groben Foulspiels. Im Dezember 2009 wurde der Vertrag mit Austria Kärnten gekündigt.
Am letzten Tag der Transferperiode im Winter 2009/10 wechselte Bürgler in die Regionalliga zum USV Allerheiligen und von dort im Sommer 2010 zum Ligakonkurrenten SK Austria Klagenfurt. Im Jänner 2012 wechselte er gleich zwei Klassen tiefer in die Unterliga Ost zum FC Welzenegg, einem Klub im Osten von Klagenfurt, und ab Sommer 2012 spielte er beim zum damaligen Zeitpunkt als Zweiter der Unterliga Ost in die Kärntner Landesliga aufgestiegenen ASKÖ Köttmannsdorf, für den er bereits zwischen 2006 und 2007 gespielt hatte.
Nach vier Jahren bei Köttmannsdorf wechselte er zur Saison 2016/17 zum Ligakonkurrenten SAK Klagenfurt. In drei Jahren beim SAK kam er zu 65 Landesligaeinsätzen und erzielte dabei 26 Tore. Zur Saison 2019/20 schloss er sich dem Ligakonkurrenten ATUS Ferlach an.

## Persönliches
Sein Vater Werner (* 1960) war ebenfalls Fußballspieler.